# Free to Dance
Free to Dance è il terzo album in studio del musicista jazz italiano Marcello Melis, pubblicato nel dicembre del 1978.

## Descrizione
Free to Dance è una sessione spirituale e di libero pensiero del bassista italiano Marcello Melis, registrata quando era al culmine della sua creatività. L'album è uno sforzo collettivo di diversi musicisti con la partecipazione delle voci di Sheila Jordan e di Jeanne Lee.

## Tracce
1. Before the Lights Go On – 6:48
2. Struggle to Be – 11:55
3. Free to Dance – 16:43

## Formazione
- Marcello Melis – contrabasso
- Naná Vasconcelos – percussioni
- Dougoufana Famoudou Môyè – percussioni
- Don Pullen – pianoforte
- Gary Valente – trombone
- George Lewis – trombone
- Enrico Rava – tromba
- Lester Bowie – tromba
- Jeanne Lee – voce
- Sheila Jordan – voce